# St. Peter (Padberg)

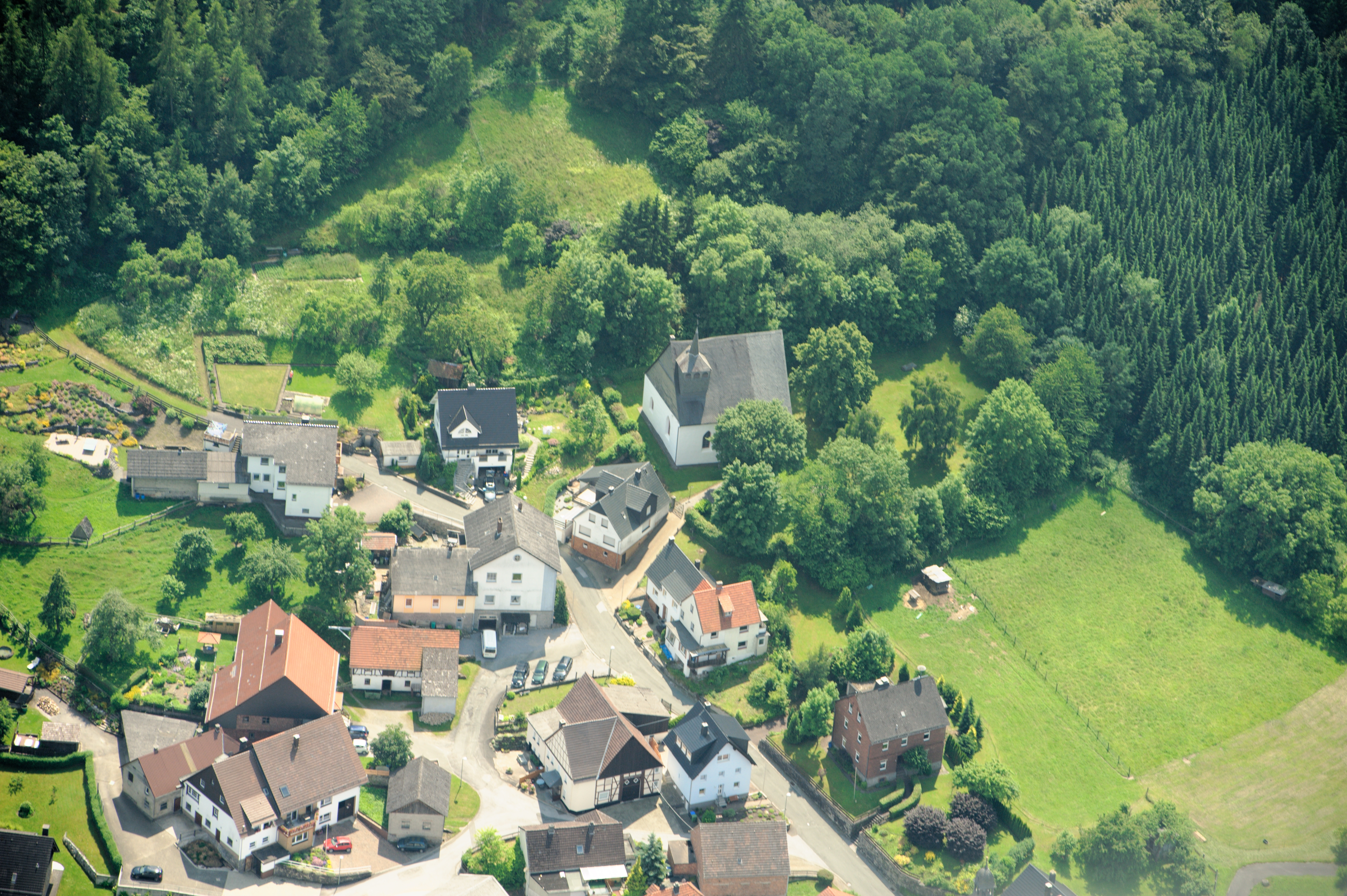
Luftaufnahme von St. Peter

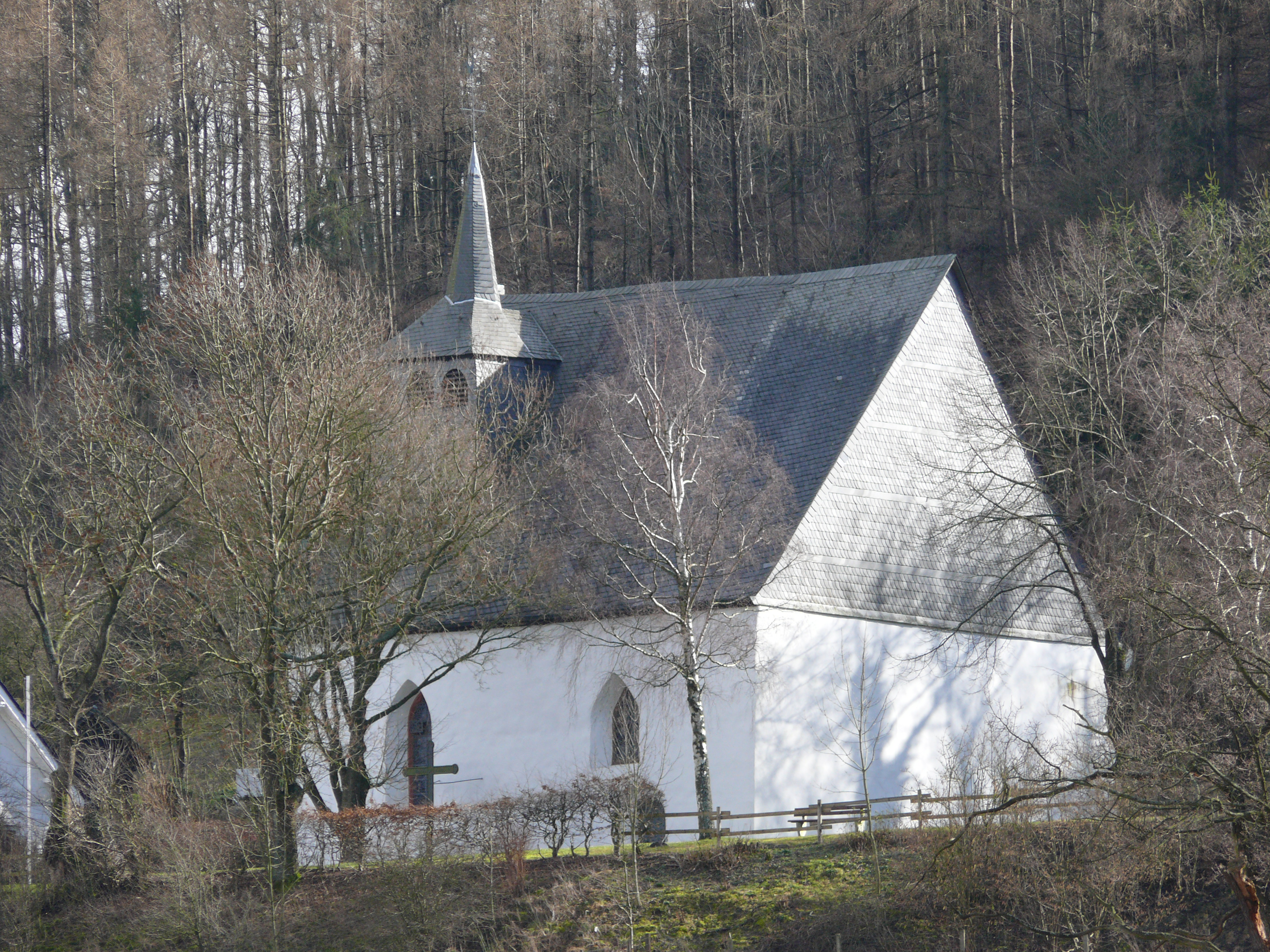
St. Peter oberhalb von Padberg (Februar 2007)

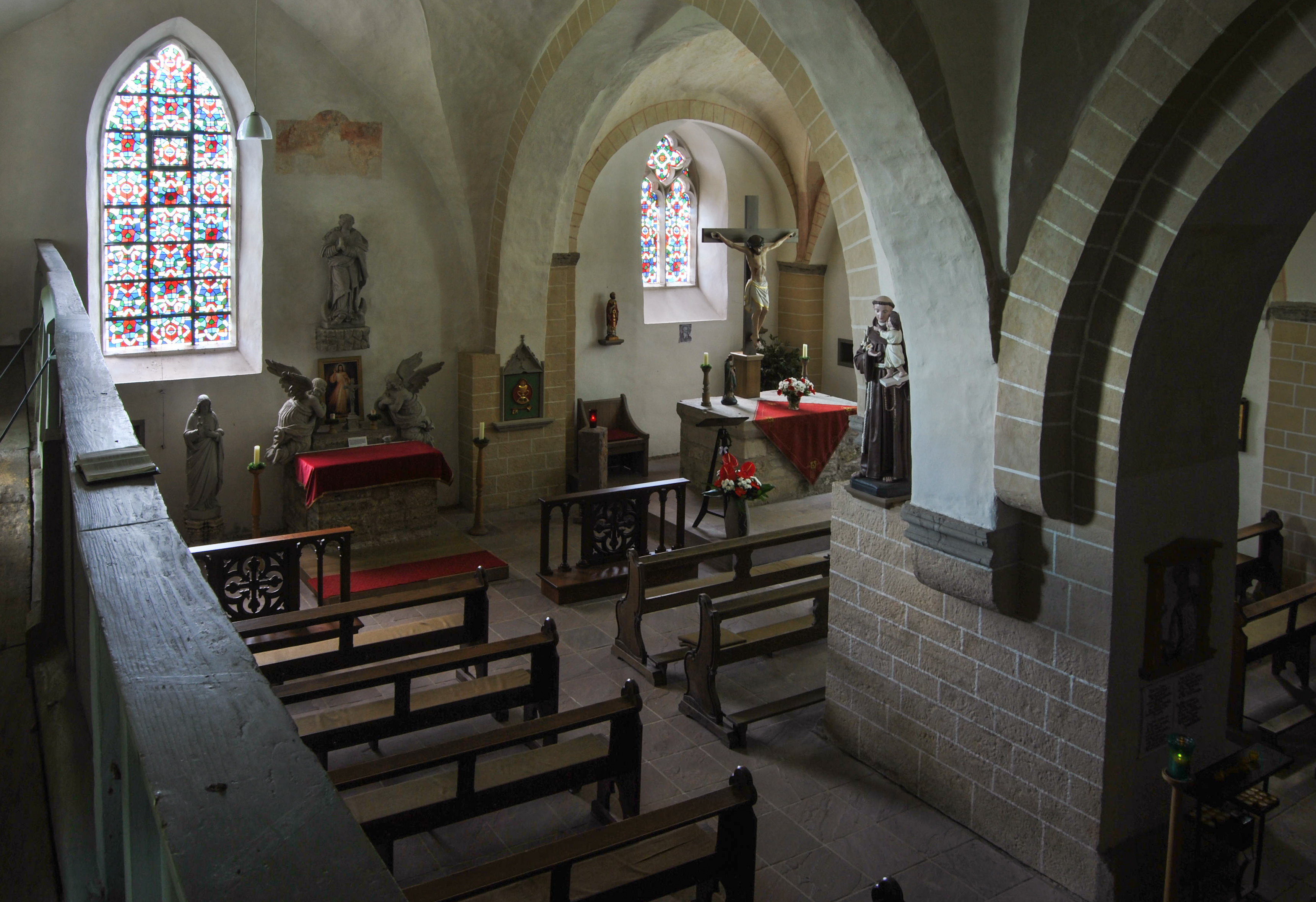
Innenansicht (Mai 2012)

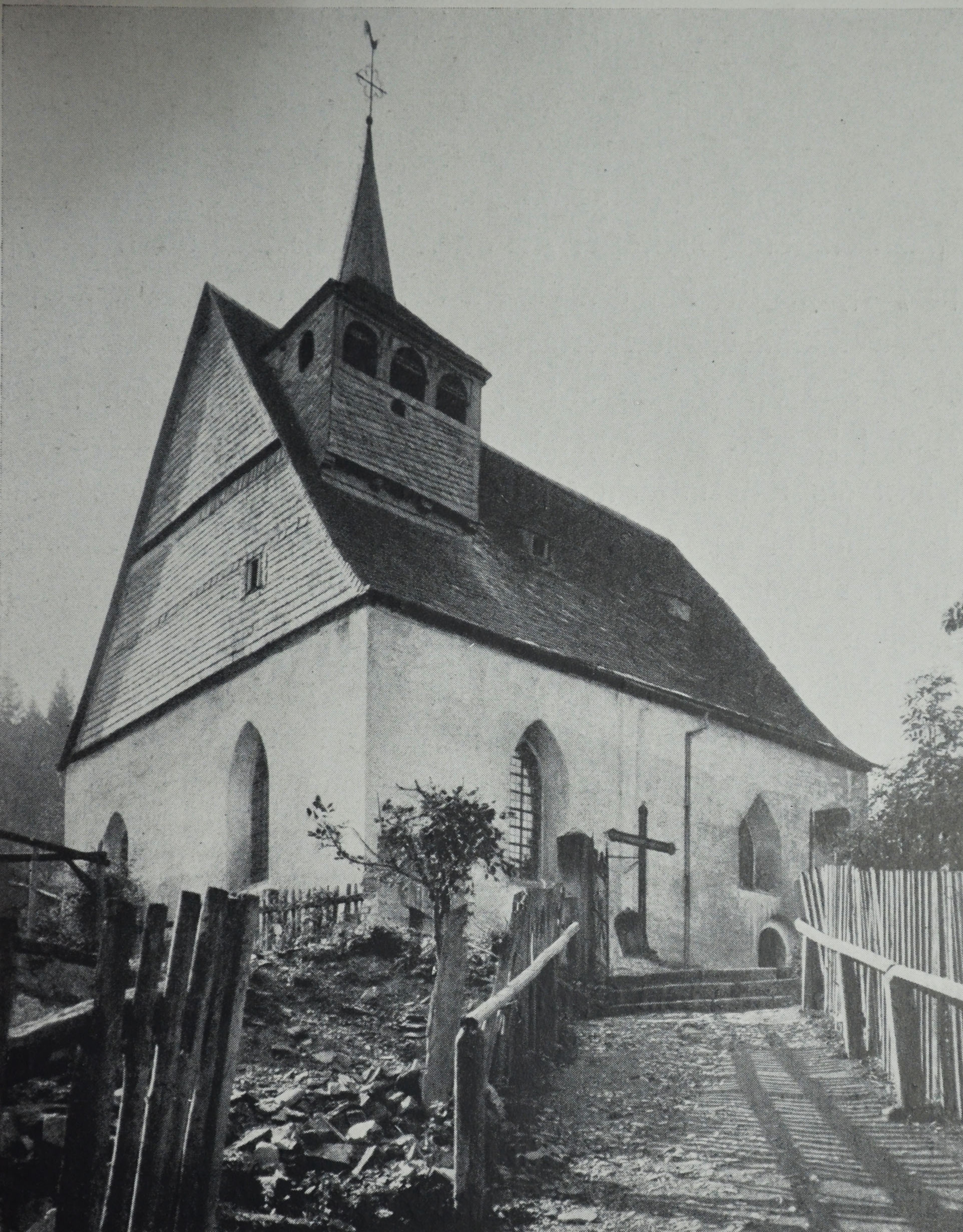
Ansicht von 1914

Die katholische Kirche St. Peter, auch als St. Petrus bekannt, im Marsberger Ortsteil Padberg wurde im 11. oder zu Beginn des 12. Jahrhunderts erbaut.

## Geschichte
Konrad III. schenkte 1030 das „praedium Padberg“ damals ein Königshof Bischof Meinwerk von Paderborn. Erstmals erwähnt wurde eine Kirche 1057. Urkunden über den Bau bestehen nicht. Archäologische Ausgrabungen brachten Hinweise auf einen Vorgängerbau zum Vorschein. Die Wand des Chors dieser älteren Kirche ist Teil der späteren Ostwand. Möglicherweise handelt es sich um die Kapelle des Königshof von 1030. Spätestens ist die heutige Kirche vor 1120 erbaut. Eine erste Erweiterung folgte um 1180 und 1220 wurde ein weiteres Joch im Nordwesten angebaut. Eine letzte Erweiterung fand im 14. Jahrhundert statt.
Die Funktion als Pfarrkirche verlor St. Peter 1913 mit dem Bau der neuen Pfarrkirche St. Maria Magdalena. Danach wurde sie lange Zeit nur zu besonderen Anlässen etwa zur Fronleichnams- oder Antoniusprozession genutzt.
Dennoch wurde die Kirche erhalten und zwischen 1997 und 2004 aufwändig restauriert und dabei teilweise archäologisch untersucht. Seit der Restaurierung finden dort in den Sommermonaten wieder monatlich Gottesdienste statt.
Die Kirche war 2004 Denkmal des Monats des Landschaftsverbandes Westfalen-Lippe.

## Architektur
Der älteste Teil der kleinen Kirche ist romanisch. Später wurde der Bau erweitert. Die Fenster der Erweiterung haben gotische Maßwerkfenster. Von der Funktion als Wehrkirche zeugt noch die mit Eisennägeln beschlagenen Tür mit der Möglichkeit diese auch von innen zu verriegeln. Das Portal ist rundbogig. Der Innenraum ist fast quadratisch. Die Kirche ist zweischiffig und zweijochig mit einem starken tragenden Mittelpfeiler. Die vier Deckenfelder sind mit Kreuzgratgewölbe überdeckt. Die Kirche hat ein mit Schiefer gedecktes Satteldach mit einem Dachreiter. Die Turmuhr stammt aus dem 18. Jahrhundert. Die Kirche verfügt mit einem aus dem 13. Jahrhundert stammenden Holzfenster über das älteste seiner Art in Westfalen. Aus derselben Zeit stammt die restaurierte Innenbemalung.

## Ausstattung
Im Jahr 1670 erhielt die Kirche einen barocken Hochaltar aus der Werkstatt Papen. Im Jahr 1735 kam aus derselben Werkstatt ein Marienaltar hinzu. Ein Taufstein stammte aus dem Jahr 1670. Alle drei Ausstattungsgegenstände befinden sich heute in der neuen Pfarrkirche. Von der alten Ausstattung befinden sich noch zwei betende Engel in der Kirche.
Die Kirche war Grablege der Familie von Padberg. In der Kirche befinden sich noch zwei Grabplatten aus den Jahren 1557 und 1585. Die Familie verfügte über eine eigene Empore.